# Brochocin (powiat de Sochaczew)
Pour les articles homonymes, voir Brochocin.
Brochocin [brɔˈxɔt͡ɕin] est un village polonais de la gmina de Brochów dans le powiat de Sochaczew et dans la voïvodie de Mazovie.